# Baixa Carníola

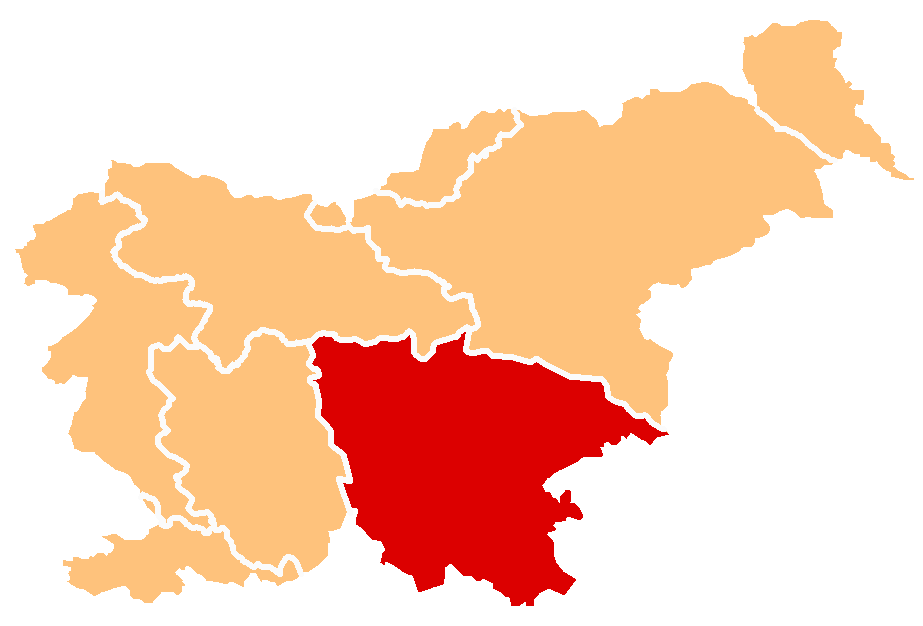
A Baixa Carníola na Eslovénia.

A Baixa Carníola (em esloveno:  Dolenjska; em alemão:  Unterkrain) foi um distrito (kreis) das antigas terras da coroa da Casa de Habsburgo, depois integrada no condado austro-húngaro da Carníola, em existência entre 1849 e 1919. Hoje é uma região tradicional da Eslovénia. O seu centro administrativo é Novo Mesto, incluindo centros urbanos como Kočevje, Grosuplje, Krško, Trebnje, Mirna, Črnomelj, Semič e Metlika.

## Imagens

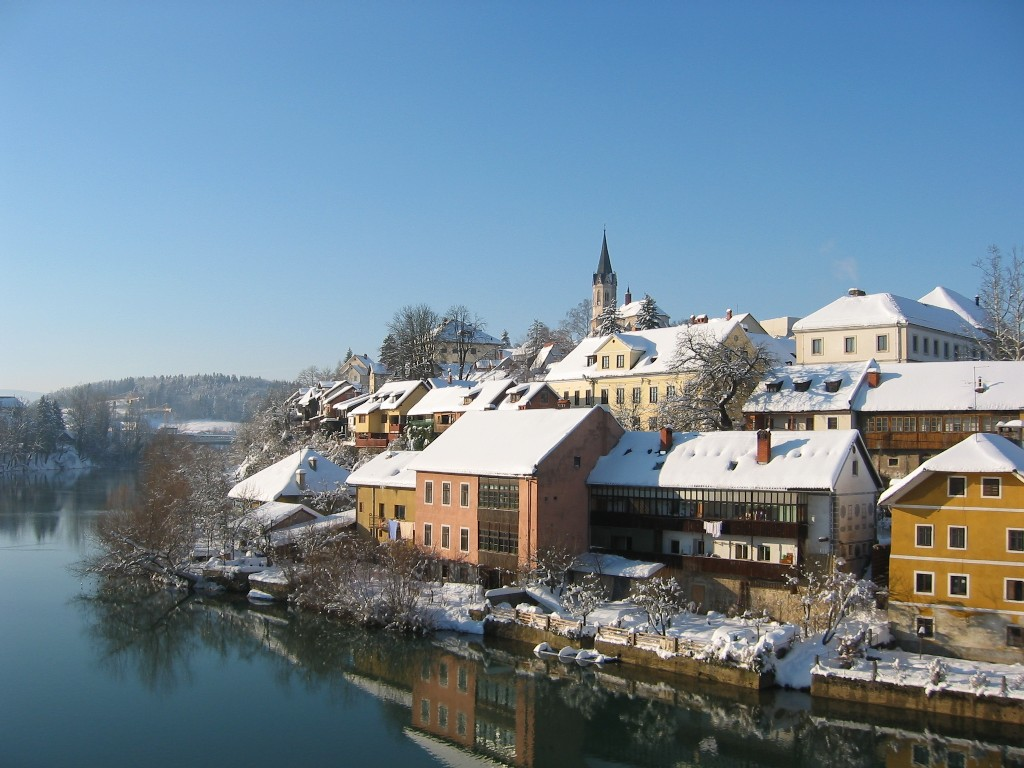
Novo Mesto
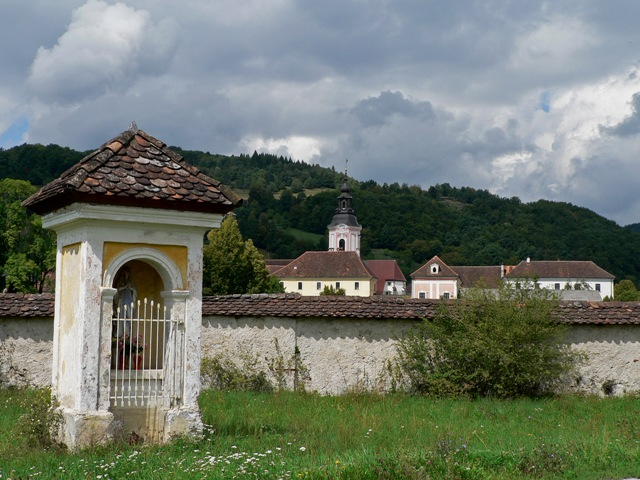
Abadia de Stična
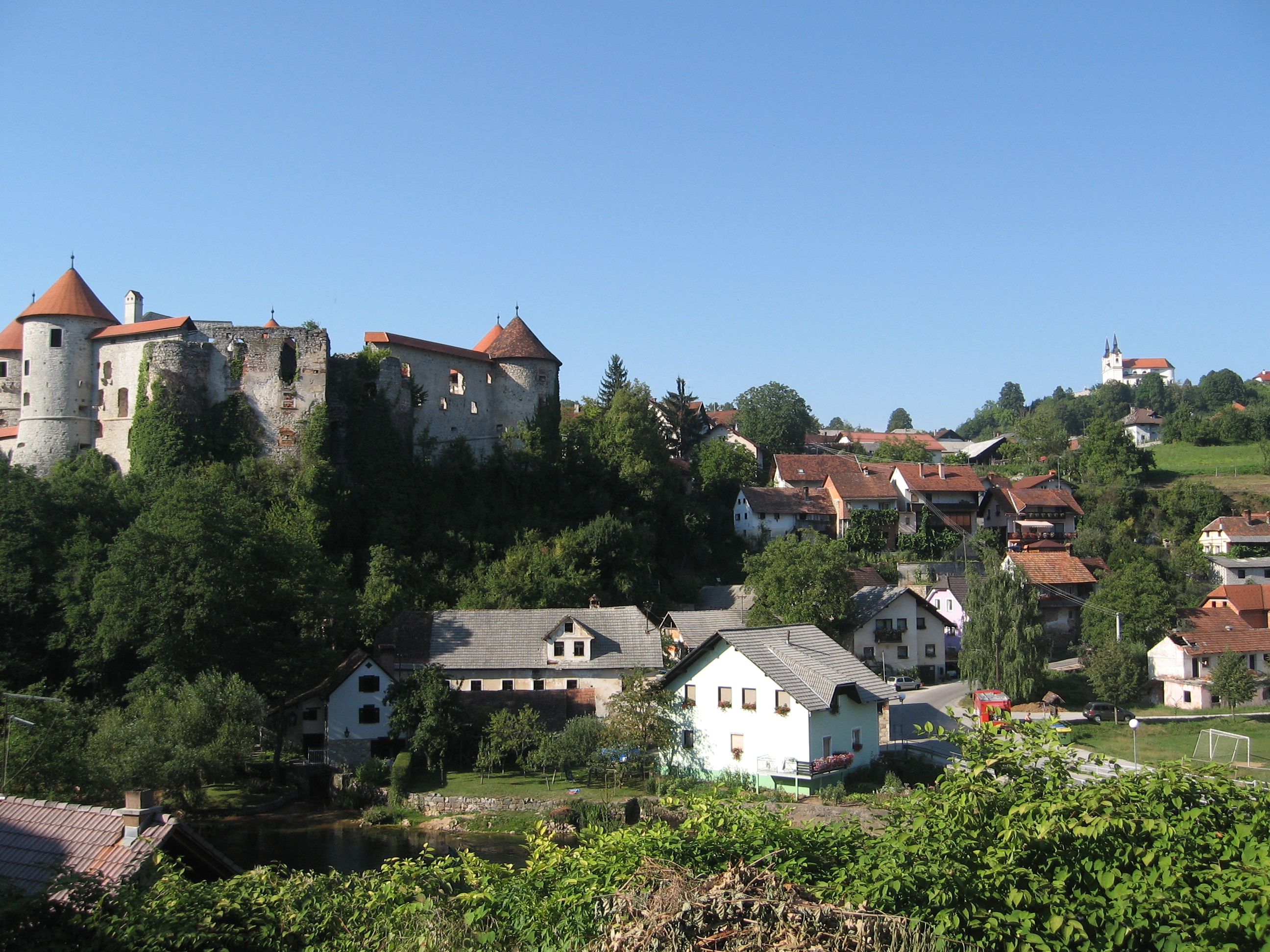
Žužemberk
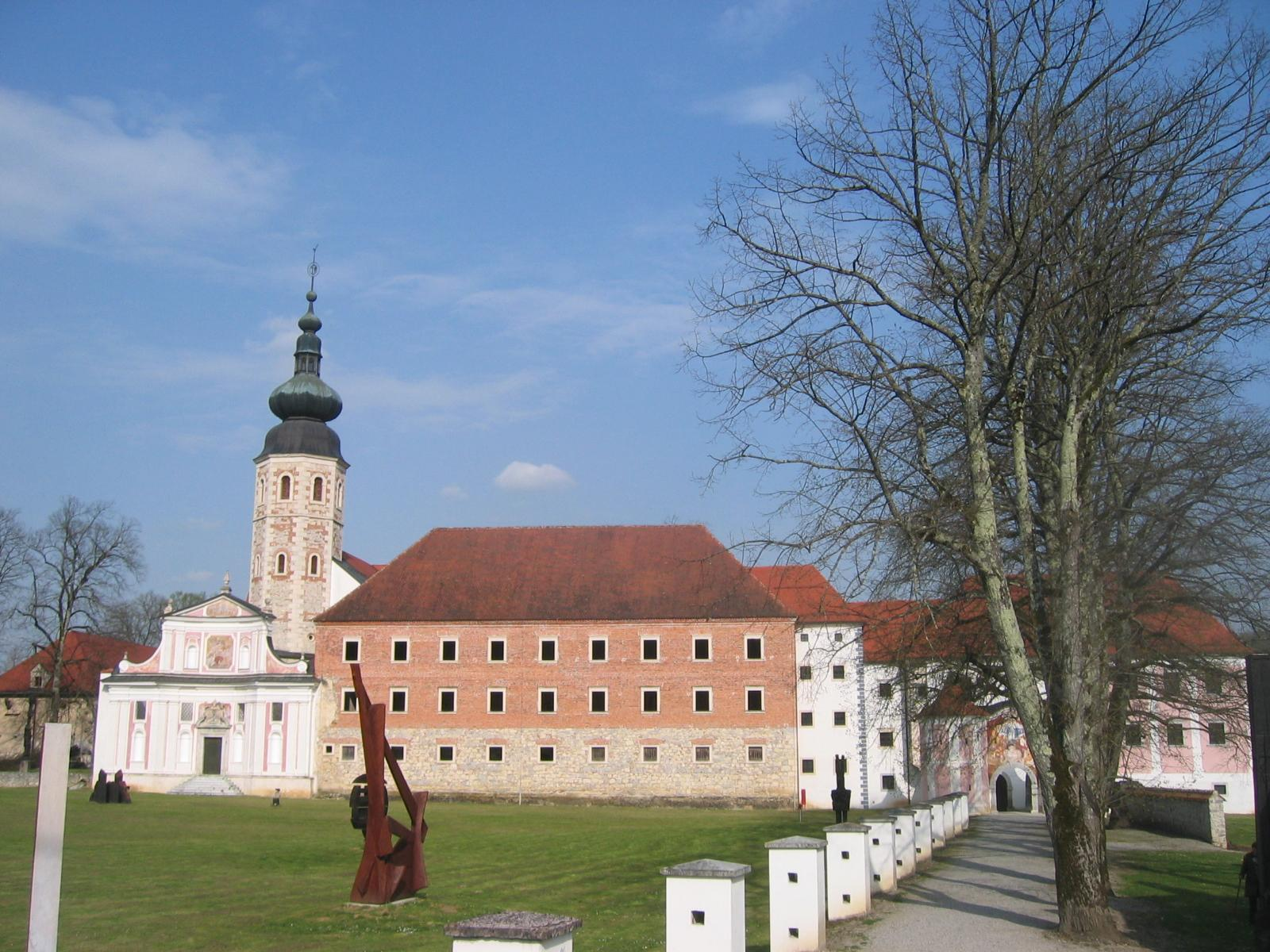
Mosteiro de Kostanjevica na Krki
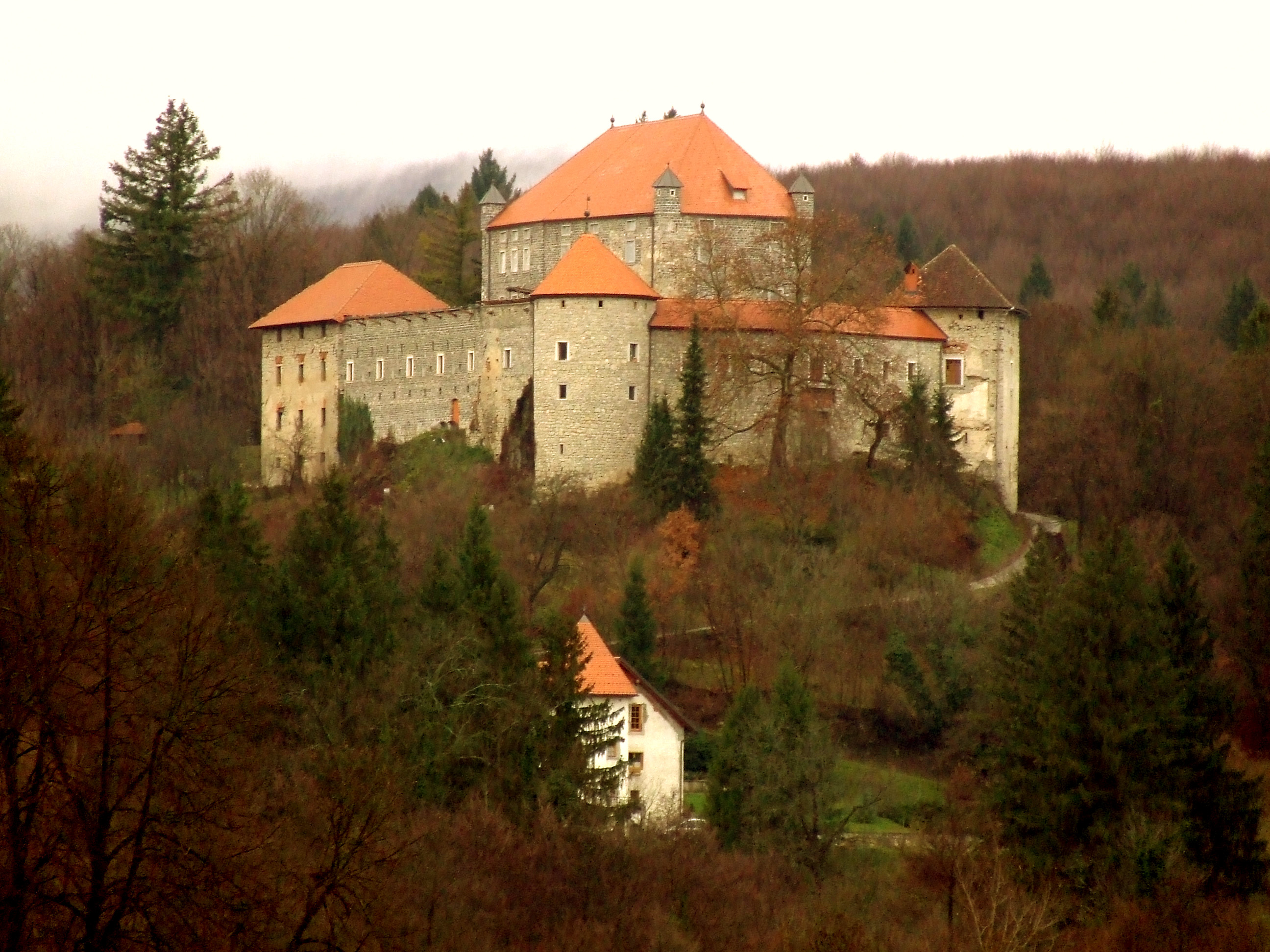
Castelo de Mirna
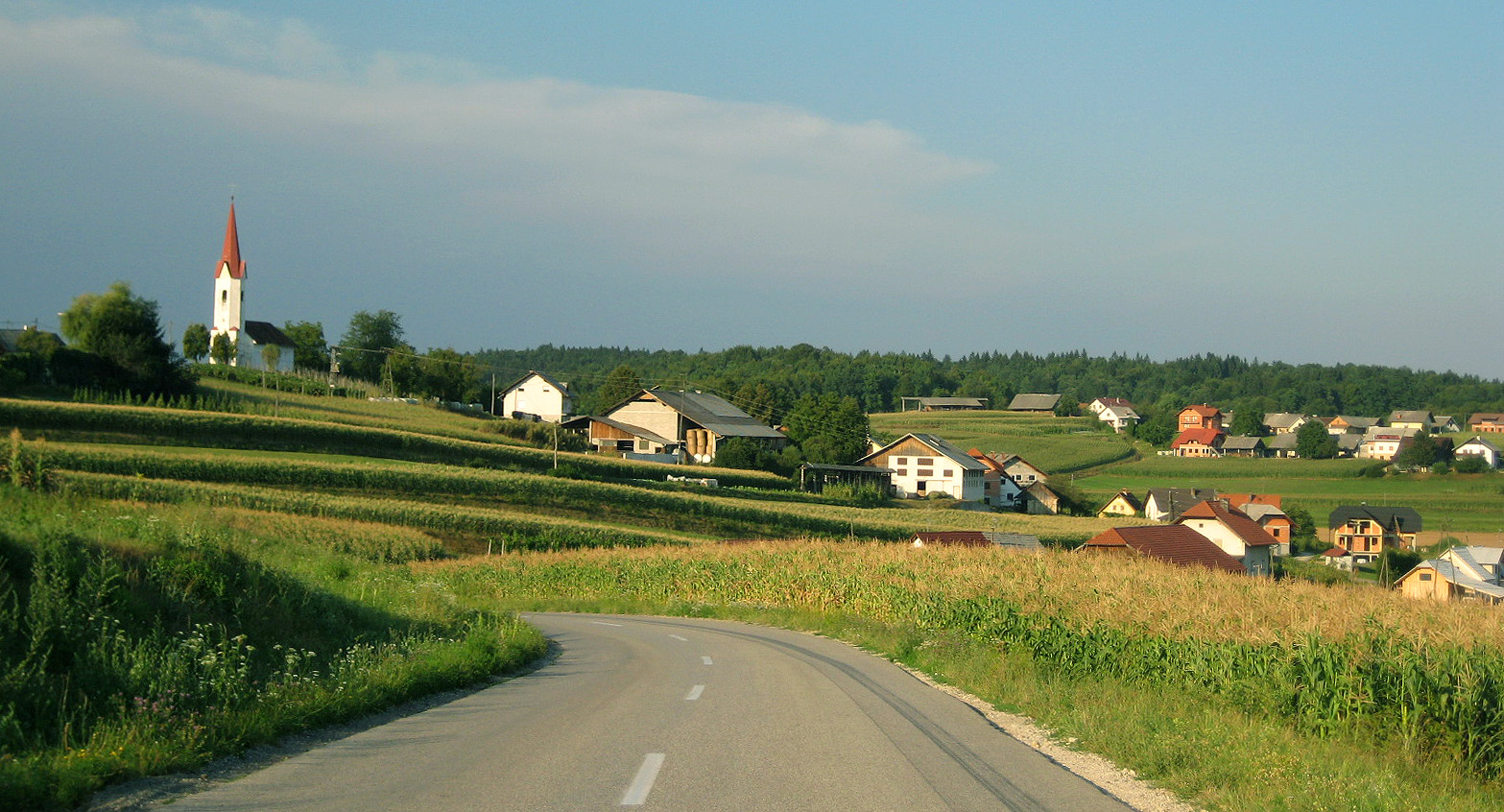
Paisagem rural nos arredores de Trebnje
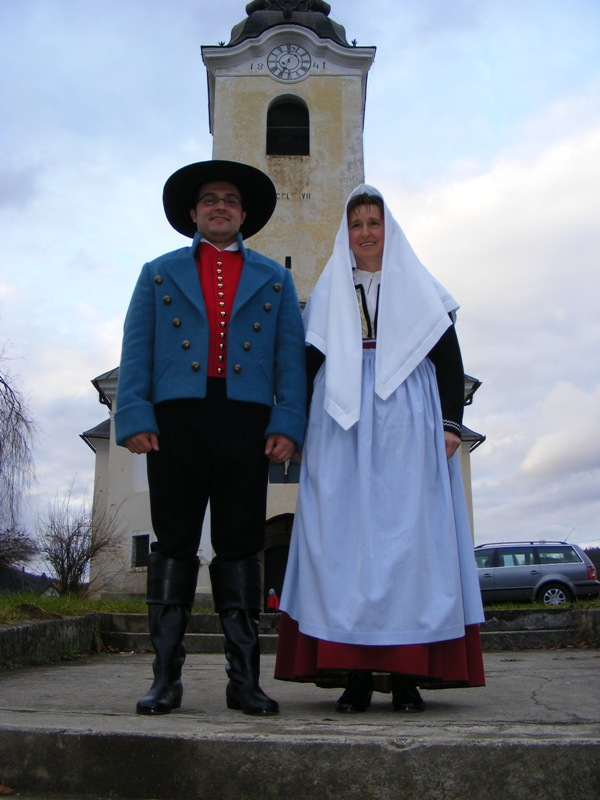
Trajes folclóricos da Baixa Carnílola